# U-1406
U-1406 je bila nemška vojaška podmornica Kriegsmarine, ki je bila dejavna med drugo svetovno vojno.

## Zgodovina
Podmornica se je 5. maja 1945 predala v Cuxhavnu. 7. maja je bila namerno potopljena, a so jo Američani dvignili in na krovu transportne ladje Shoemaker prepeljali v ZDA, kamor je prispela 15. septembra istega leta. Vojna mornarica ZDA jo je vse do maja 1948 uporabljala za testiranje, nakar pa so jo razrezali.

## Poveljniki
| Poveljniki |                                    |             |                               |
| Št.        | Čin                                | Ime         | Poveljstvo                    |
| 1.         | Nadporočnik (Oberleutnant zur See) | Werner Klug | 8. februar 1945 - 5. maj 1845 |

## Tehnični podatki
| Kategorije                                    | Podatki       |
| --------------------------------------------- | ------------- |
| Teža (t): na površju pod površjem polna teža  | 312 337 415   |
| Dolžina (m) - tlačni trup (m)                 | 41,45 - 27,30 |
| Širina (m) - tlačni trup (m)                  | 4,50 - 3,30   |
| Izpodriv (m)                                  | 4,30          |
| Višina (m)                                    | 4,30          |
| Moč (hp): na površju pod podvršjem            | 210-230 77,5  |
| Hitrost (vozlov): na površju pod podvršjem    | 8,5, - 8,8 5  |
| Doseg (milja/vozel): na površju pod podvršjem | 3000/8 76/2   |